# Xarxa de freqüència única

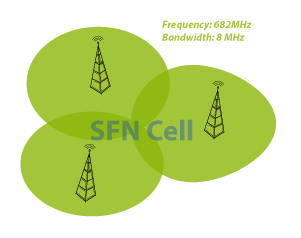
Exemple d'una XFU.

La Xarxa de freqüència única (SFN o Single Frequency Network) és un tipus de radiodifusió on diferents transmissors emeten el mateix senyal en el mateix canal de freqüència.
Anàlogament amb els sistemes de radiodifusió d'FM i AM, els sistemes de radiodifusió digital també poden operar d'aquesta manera.
La Televisió Digital Terrestre (TDT o DVB-T) fa servir aquest concepte per tal d'aconseguir un millor aprofitament de l'espectre en les bandes de televisió en comparació amb el que es feia servir en televisió analògica, que era Xarxa de freqüència múltiple (MFN o Multiple Frequency Network).

## Funcionament bàsic
Imaginem que estem amb un receptor de TDT als límits de cobertura d'un transmissor. La situació més habitual que ens podem trobar és que el receptor capturi senyals procedents d'altres transmissors pròxims que emetin el mateix programa en el mateix canal.
Encara que sincronitzem els transmissors, els senyals procedents de cadascun d'ells ens arribaran amb diferents retards. A més a més no es poden interpretar com a senyals d'eco, ja que tots ells tenen la mateixa modulació.
Els senyals dels transmissors més llunyans poden arribar amb un retard major del permès per l'interval de guarda. Evidentment, com més lluny està, més interfereix. Malgrat això, la interferència produïda per la mateixa xarxa de freqüència única a causa de transmissors llunyans pot mantenir-se dins d'uns marges suficientment petits com per no pertorbar massa el senyal. Gràcies a això, la potència total rebuda pot veure's incrementada en les localitzacions que estiguin a mig camí entre diferents transmissors.
Existeix la possibilitat de cobrir les zones buides mitjançant estacions de poca potència utilitzant la mateixa freqüència. Aquests repetidors poden ser actius amb guany o passius, per això la possibilitat que quedi una zona d'ombra (sense cobertura) és molt baixa.
És necessari comentar que si els continguts dels programes són diferents, les xarxes de freqüència única ja no són útils i es produirà interferència.
Quan un canal de televisió vol emetre diferents continguts en diferents parts del territori recorre a les xarxes de freqüència múltiple a través de les desconnexions.

## Avantatges
- Menor potència de transmissió a causa del guany intern.
- Alta probabilitat de localització.
- Facilitat d'oferir cobertura a les zones d'ombra amb la reutilització de freqüències.

## Desavantatges
- La xarxa no es pot dividir.
- No es poden fer servir certs canals prohibits.
- És necessària una sincronització entre els emissors.

## Descripció tècnica
Els esquemes de les xarxes de freqüència única són d'alguna manera anàlegs als sistemes de comunicació sense cables tals com la telefonia mòbil o els sistemes WiFi. Se’ls sol anomenar sistemes que transmeten amb macrodiversitat, amb CDMA "soft handoff" o xarxes de freqüència única dinàmica.
La transmissió amb xarxes de freqüència única es pot considerar com una forma de propagació multicamí. Els receptors reben els ecos del mateix senyal, de manera que poden formar interferència constructiva o destructiva que poden produir esvaïments o "fading". Aquesta problemàtica és especialment sensible en les comunicacions de banda ampla i les comunicacions digitals d'alta velocitat, ja que els esvaïments són selectius en freqüència. També cal tenir en compte el que s'anomena Interferència Intersimbólica (ISI) a causa dels ecos. Tant els esvaïments com la ISI poden solucionar-se amb esquemes de diversitat i filtres equalitzadors.
En radiodifusió digital de banda ampla, la cancel·lació de les interferències resulta més simple gràcies als mètodes de modulació OFDM o COFDM. OFDM fa servir un gran nombre de moduladors de poca amplada de banda en lloc d'un sol modulador amb una gran amplada de banda. Cada modulador té el seu propi subcanal i la seva pròpia subportadora. Gràcies a això es pot introduir un interval de guarda entre símbols que després ens permetrà eliminar la Interferència Intersimbólica. Encara que els esvaïments siguin selectius en freqüència, els podem considerar plans, ja que les subportadores que utilitzem són molt més estretes (banda estreta). En aquest context s'introdueixen els filtres equalitzadors i addicionalment el sistema de correcció d'errors FEC (Forward Error Correction) per si la majoria de subportadores es veuen afectades pels esvaïments i es veu compromesa la demodulació de forma correcta.
La modulació OFDM és usada en la televisió digital terrestre (TDT) i en molts altres sistemes de radiodifusió digital com el DAB, el HD Radio o el T-DMB. Tots ells fan servir les xarxes de freqüència única.
Existeixen diverses alternatives a la modulació OFDM que utilitzen les xarxes de freqüència única i cancel·len les interferències amb altres mètodes:
- Receptors Rake en CDMA
- Canals MIMO (Ex: Arrays amb antenes en fase)
- Modulacions amb una sola portadora amb combinació amb intervals de guarda i equalització en el domini freqüencial.

En les xarxes de freqüència única, els transmissors i els receptors normalment estan sincronitzats entre si mitjançant GPS o un senyal emès per l'estació base principal o un rellotge de referència.
Per sincronitzar els transmissors, la informació de sincronització resulta introduïda per un adaptador de SFN. Aquests adaptadors introdueixen la informació de sincronització en l'stream de transport de MPEG-2. Depenen de l'estàndard que s'usi, tenim:
- Paquets MIP (en DVB-T i DVB-H)
- Paquets SIP (en l'estàndard xinès DTMB)
- Paquets SHIP (en DVB-SH)